# Klaus Neumann-Braun

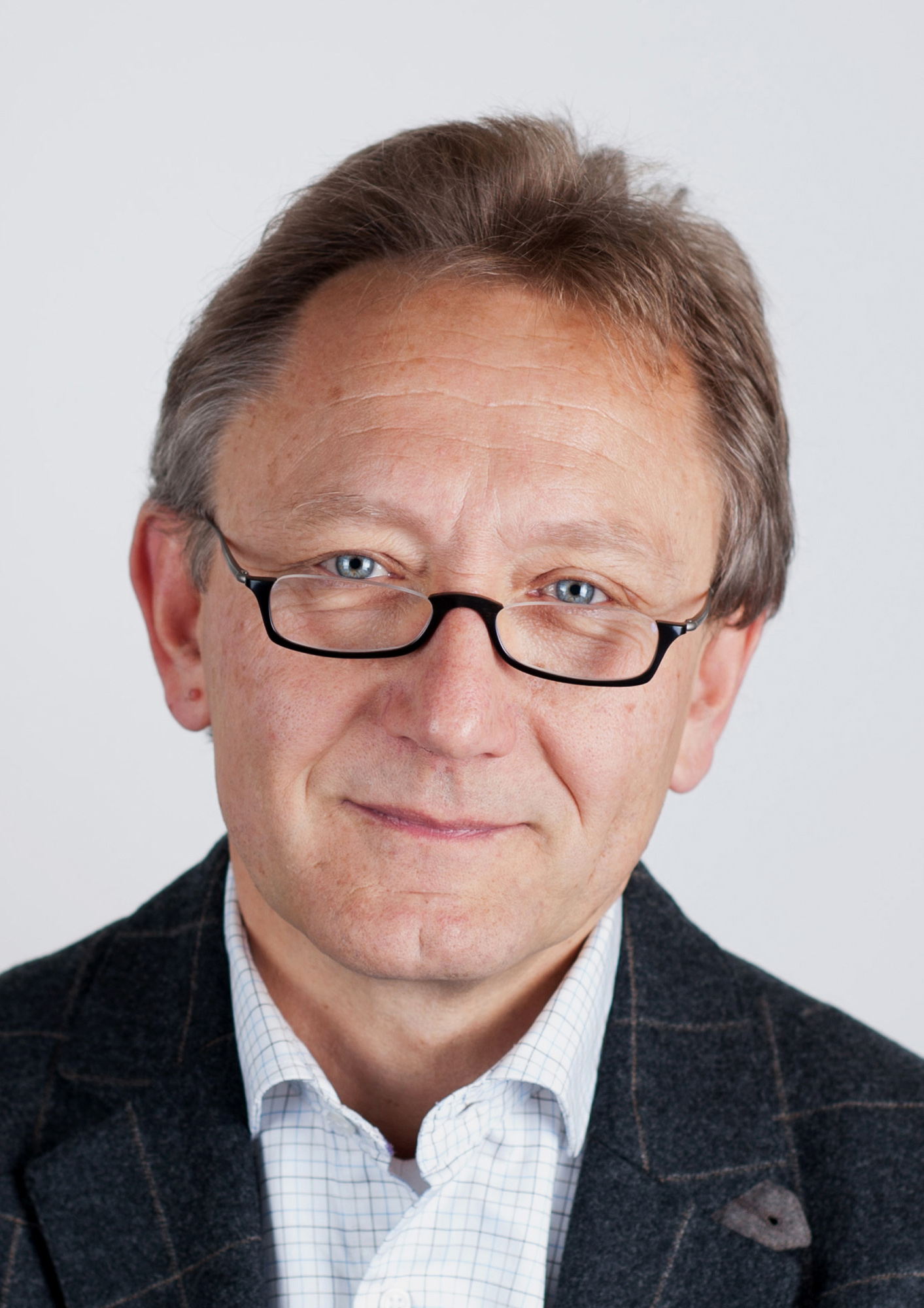
Klaus Neumann-Braun (2012)

Klaus Neumann-Braun (* 8. Dezember 1952) ist ein deutscher Soziologe und Kommunikationswissenschaftler. Er ist Professor / Emeritus für Medienwissenschaft an der Universität Basel.

## Bildungsbiographie
Klaus Neumann-Braun studierte an der Universität Tübingen und nachfolgend an der Albert-Ludwigs-Universität Freiburg Soziologie mit den Nebenfächern Psychologie, Erziehungswissenschaft Sozialpädagogik und Ethnologie. Er legte 1978 in Freiburg sein Examen (Magister Artium) ab, 1982 promovierte er dort mit der sozialisationstheoretisch ausgelegten Dissertation: Der Beginn der Kommunikation zwischen Mutter und Kind Strukturanalyse der Mutter-Kind-Interaktion (1983). 1993 habilitierte er sich an der Carl von Ossietzky Universität Oldenburg im Fach Soziologie mit der medien- und kommunikationssoziologischen Habilitationsschrift: Rundfunkunterhaltung. Zur Inszenierung publikumsnaher Kommunikationsereignisse (1993) und erwarb die Lehrberechtigung im Fach Soziologie sowie später in Basel auch im Fach Medienwissenschaft.

## Lehr- und Berufstätigkeit
Von 1992 bis 2005 übte Neumann-Braun im Rahmen von soziologischen sowie medien- und kommunikationswissenschaftlichen Professuren seine Lehr- und Forschungstätigkeiten an den Universitäten Trier, Frankfurt/Main, Koblenz-Landau aus sowie 2002 2019 und 2020 als Gastprofessor an der Universität Wien. Weitere Lehraufträge folgten in Freiburg i.Br., Siegen, Luzern sowie Portland/Oregon/USA. Von 2005 bis 2020 war er Professor für Medienwissenschaft an der Universität Basel mit Forschungsschwerpunkten Medien- und Kommunikationswissenschaft sowie Kultursoziologie, Populärkulturanalysen, Publikums-, Wirkungs- und Rezeptionsforschung, Digital Media Studies, interpretative Methoden der Medien- und Sozialforschung sowie  Jugendmedienschutz und Medienkompetenzförderung. In den 2010 bis 2022 war er  Vertreter des Bereichs Wissenschaft im Advisory Board des Safer Internet Centers Deutschland, Teil des Safer Internet Programms der EU.
Von 2013 bis 2016 war Neumann-Braun Forschungsdekan der Philosophisch-Historischen Fakultät der Universität Basel.
Gemeinsam mit Henry Keazor und Axel Schmidt gibt er im Nomos Verlag die Reihe „Short-Cuts/Cross Media“ heraus. In den Jahren 2012 bis 2022 war er Mitglied des wissenschaftlichen Beirats der Fachzeitschrift „Pop. Kultur und Kritik“ (Transcript Verlag).
Die jüngsten beiden von ihm (co-)geleiteten und durch den Schweizerischen Nationalfonds (SNF) geförderten Forschungsprojekte widmen sich den Forschungsthemen „Schulische Bildung und Digitalisierung“ sowie der „Zukunft des Schweizerischen Service Public im Spiegel von Mediengenerationen und Milieus“. Sie wurden 2021 abgeschlossen. Gegenwärtig ist er im Bereich der hochschulpolitischen Lehrentwicklung engagiert und berät eine Initiative zur Entwicklung eines Joint Master-Programms im Schnittfeld von Sozialwissenschaft, Social Engineering und Media Production.

## Werke (Auswahl)
Als Herausgeber
- Spracherwerb und Mediengebrauch. Schriftenreihe: SkriptOralia. Bd. 27. Tübingen: Narr, 1990 (zus. m. M. Charlton).
- Öffentlichkeit, Kultur, Massenkommunikation: Beiträge zur Medien- und Kommunikationssoziologie. Oldenburg: Bibliotheksverlag der Universität, 1991 (zus. m. St. Müller-Doohm).
- Kulturinszenierungen. Frankfurt/Main: Suhrkamp, 1995 / 2. Auflage 1996 (zus. m. St. Müller-Doohm).
- VIVA MTV! Popmusik im Fernsehen. Frankfurt/Main: Suhrkamp, 1999 / 3. Auflage 2004.
- Medien- und Kommunikationssoziologie. Eine Einführung in zentrale Begriffe und Theorien. Reihe: Grundlagentexte Soziologie. Weinheim: Juventa, 2000 (zus. m. St. Müller-Doohm).
- Popvisionen – Links in die Zukunft. Frankfurt/Main: Suhrkamp, 2003 (zus. m. A. Schmidt, M. Mai).
- Freundschaft und Gemeinschaft im Social Web. Bildbezogenes Handeln und Peergroup-Kommunikation auf Facebook & Co. Reihe: “Short-Cuts/Cross Media”, Bd. 2. Baden-Baden: Nomos, 2011 (zus. m. U. Autenrieth).
- The Visual Worlds of Social Network Sites. Images and Image-Based Communication on Facebook and Co. Reihe: “Short-Cuts/Cross Media”, Bd. 4. Baden-Baden: Nomos, 2011 (zus. m. U. Autenrieth).
- Populäre Musik – mediale Musik?. Reihe: “Short-Cuts/Cross Media”, Bd. 3. Baden-Baden: Nomos 2011 (zus. m. Ch. Jost, D. Klug, A. Schmidt).
- ON AIR. Dreissig Jahre Lokalradio in der Schweiz. Basel: Christoph Merian Verlag, 2013 (zus. m. W. Rüegg, R. Thiriet).

Als Autor
- Der Beginn der Kommunikation zwischen Mutter und Kind: Strukturanalyse der Mutter-Kind-Interaktion. Bad Heilbrunn: Klinkhardt, 1983.
- Medienkindheit – Medienjugend. Eine Einführung in die aktuelle kommunikationswissenschaftliche Forschung. München: Quintessenz, 1992 (zus. m. M. Charlton).
- Rundfunkunterhaltung – Zur Inszenierung publikumsnaher Kommunikationsereignisse. Reihe: SkriptOralia. Bd. 48. Tübingen: Narr, 1993.
- Medienkindheit – Markenkindheit. Opladen: Leske + Budrich, 2004 (zus. m. I. Paus-Hasebrink, St. Aufenanger, U. Hasebrink).
- Die Welt der Gothics – Spielraum düster konnotierter Transzendenz. Wiesbaden: Verlag Sozialwissenschaften, 2005 (zus. m. A. Schmidt).
- Coolhunters – Jugendkulturen zwischen Medien und Markt. Buchpublikation zur gleichnamigen Ausstellung im Zentrum für Kunst und Medientechnologie (ZMK), Karlsruhe 2005.
- Ich-Armeen. Täuschen. Tarnen. Drill. München: Fink, 2006 (zus. m. B. Richard).
- Videoclips und Musikfernsehen. Eine problemorientierte Kommentierung der aktuellen Forschungsliteratur. Schriftenreihe Medienforschung der Landesanstalt für Medien (LfM, NRW), Bd. 52. Berlin: Vistas, 2006 (zus. m. L. Mikos).
- Computergestützte Analyse von audiovisuellen Medienprodukten. Reihe: Qualitative Sozialforschung. Wiesbaden: VS Verlag, 2013 (zus. m. Ch. Jost, D. Klug, A. Schmidt, A. Reautschnig).